# 러시아 체육 명인
러시아 체육 명인(러시아어: Мастер спорта России)은 러시아의 체육 분야에 대한 공훈을 인정받은 체육인에게 주는 칭호이다. 소련 시절에 수여된 소련 체육 명인의 후신으로 상위의 칭호로는 국제급 러시아 체육 명인이 있다.